# Delegación Cauquenes
Die Delegación Cauquenes (spanisch Delegación de Cauquenes) war eine Verwaltungseinheit in Chile. Sie wurde 1823 aus dem Partido Cauquenes gebildet und am 30. August 1826 der Provinz Maule zugeordnet. 1833 ging sie in das Departamento Cauquenes über.